# Bulinus forskalii
Bulinus forskalii е вид коремоного от семейство Planorbidae.

## Разпространение
Видът е разпространен в Ангола, Бенин, Буркина Фасо, Бурунди, Габон, Гамбия, Гана, Гвинея, Гвинея-Бисау, Демократична република Конго, Египет, Екваториална Гвинея, Етиопия, Замбия, Зимбабве, Камерун, Кения, Кот д'Ивоар, Либерия, Малави, Мали, Мозамбик, Нигер, Свазиленд, Сенегал, Сомалия, Танзания, Того, Централноафриканска република, Чад, Южен Судан и Южна Африка.